# 대한화섬
대한화섬은 대한민국의 코스피 상장 기업으로 폴리에스터를 생산하는 섬유기업이다. 본사는 서울에 있고 공장은 울산에 있다.

## 역사
- 1963년 - 대한화학섬유(주) 설립
- 1967년 - 울산공장을 준공
- 1968년 - 현 명칭을 변경하였다.
- 1985년 - 한국증권거래소에 상장
- 1992년 - 한국경영대상 최우수 기업상을 수상하였다.

## 사업장
- 본사 : 서울특별시 중구 동호로 310 (장충동2가) 태광빌딩
- 울산공장 : 울산광역시 남구 산업로 304 (선암동)

## 같이 보기
- 태광그룹
- 태광산업